# Lavell Crawford
Lavell Crawford (n. 11 noiembrie 1968, Saint Louis, Missouri, SUA) este un comedian și actor american. Acesta este  cunoscut pentru rolul lui Huell Babineaux⁠(d) în Breaking Bad (2011–2013) și spin-off-ul Better Call Saul (2017–2022). De asemenea, a jucat rolul lui Gus Patch în filmul original Netflix The Ridiculous 6⁠(d) (2015). Spectacolul său de comedie stand-up intitulat Comedy Vaccine (2021) a fost nominalizat la Premiul Grammy pentru cel mai bun album de comedie⁠(d) în cadrul celei de-a 64-a ediție a Premiilor Grammy⁠(d).

## Biografie
Crawford a copilărit în comitatul St. Louis, Missouri și s-a stabilit în cele din urmă în Pagedale⁠(d). Acesta are două surori - Elonda și Erica. A avut probleme cu greutatea în copilăriei și a fost aproape de înec la vârsta de 10 ani. Crawford a absolvit Liceul Pattonville⁠(d) în 1986, iar apoi a urmat Universitatea de Stat Missouri Western⁠(d), unde a studiat informatica.

## Cariera
Crawford a început să susțină spectacole de comedie stand-up în 1990. A apărut deseori în emisiunea ComicView⁠(d) de la Black Entertainment Television⁠(d) în anii 1990. A concurat în sezonul 5 al emisiunii Last Comic Standing⁠(d) de la NBC în 2007, unde a pierdut în fața lui Jon Reep⁠(d). În 2011, la Teatrul Roberts Orpheum din St. Louis, a înregistrat Lavell Crawford: Can a Brother Get Some Love.
Crawford l-a interpretat pe bodyguardul laconic al lui Saul Goodman⁠(d), Huell Babineaux, în serialul Breaking Bad și spin-off-ul său, Better Call Saul, din 2011 până în 2022. De asemenea, a fost Babineaux în Huell's Rules, un scurtmetraj de comedie inspirat de Breaking Bad. Crawford a avut roluri în Sub soarele Philadelphiei⁠(d), Tosh.0⁠(d), The Nightly Show with Larry Wilmore⁠(d) și Aqua TV Show Show⁠(d).

## Viața personală
În martie 2016, Crawyford a atins greutatea de 230 kg. După o gastrectomie cu mânecă⁠(d), greutatea sa a scăzut la 135 kg până în august 2017.

## Filmografie

### Filme
| An   | Titlu                                  | Rol                            | Note                |
| ---- | -------------------------------------- | ------------------------------ | ------------------- |
| 1999 | Beverly Hood                           | Lil Bit                        |                     |
| 2004 | Out on Parole                          | Little Bit                     | Video               |
| 2004 | Baby's Momma Drama                     |                                |                     |
| 2005 | Friends and Lovers                     | Bobby                          | Video               |
| 2010 | Love Chronicles: Secrets Revealed      | Willie                         | Video               |
| 2012 | Who's Watching the Kids                | Jojo                           |                     |
| 2012 | What Goes Around Comes Around          | Pete the Postman               | Video               |
| 2012 | Trading Up: Behind the Green Door      | Barry Harris                   | Scurtmetraj         |
| 2013 | Je'Caryous Johnson's Marriage Material | Bishop Luther Lance Love Jones |                     |
| 2013 | Huell's Rules                          | Huell Babineaux                | Scurtmetraj         |
| 2013 | Sperm Boat                             | Smokestack                     | Film de televiziune |
| 2014 | 4Play                                  | Tiko                           |                     |
| 2014 | For Love or Money                      | Big Daddy                      |                     |
| 2015 | American Ultra                         | Big Harold                     |                     |
| 2015 | The Ridiculous 6                       | Gus Patch                      |                     |
| 2016 | Meet the Blacks                        | Parole Officer                 |                     |
| 2016 | Mike and Dave Need Wedding Dates       | Keith                          |                     |
| 2016 | Boo! A Madea Halloween                 | Prisoner #1                    |                     |
| 2018 | Compton's Finest                       | Bubbles                        |                     |
| 2019 | Love Is Not Enough                     | Brother Winters                |                     |
| 2020 | Hubie Halloween                        | Farmer Dave                    |                     |
| 2021 | On the Count of Three                  | Donny                          |                     |
| 2022 | Home Team                              | Gus                            |                     |
| 2022 | Aqua Teen Forever: Plantasm            | Street Tough                   | Video               |

### Televiziune
| An        | Titlu                             | Rol                                  | Note                                                  |
| --------- | --------------------------------- | ------------------------------------ | ----------------------------------------------------- |
| 1990      | It's Showtime at the Apollo       | Lavell Crawford                      | Episodul: "Episode #4.1"                              |
| 1992–2004 | ComicView                         | Lavell Crawford                      | 4 Episoade                                            |
| 1995      | Def Comedy Jam                    | Lavell Crawford                      | Episodul: "Episode #5.8"                              |
| 1998      | Motown Live                       | Lavell Crawford                      | Episodul: "Episode #1.6"                              |
| 2000      | The Jamie Foxx Show               | Petrecăreț                           | Episodul: "Partner fo' Life"                          |
| 2003–2006 | Laffapalooza                      | Lavell Crawford                      | 2 Episoade                                            |
| 2004      | Premium Blend                     | Lavell Crawford                      | Episodul: "Comedy Central's Premium Blend"            |
| 2004      | Steve Harvey's Big Time Challenge | Lavell Crawford                      | Episodul: "Episode #2.4"                              |
| 2005      | The Tom Joyner Show               | Lavell Crawford                      | Episodul: "Episode #1.10"                             |
| 2007      | Last Comic Standing               | Lavell Crawford                      | Sezonul 5                                             |
| 2008      | Comedy Central Presents           | Lavell Crawford                      | Episodul: "Lavell Crawford"                           |
| 2008      | Reality Bites Back                | Lavell Crawford                      | Serial de televiziune                                 |
| 2009      | My Parents, My Sister and Me      | Laverne Martin                       | Episoadele: "Home Alone: Parts 1 & 2"                 |
| 2011      | Workaholics                       | Strip Club DJ                        | Episodul: "Dry Guys"                                  |
| 2011–2013 | Breaking Bad                      | Huell Babineaux                      | Rol secundar: Sezonul 4, 5b; Rol episodic: Sezonul 5a |
| 2013      | It's Always Sunny in Philadelphia | Landslide                            | Episodul: "The Gang Broke Dee"                        |
| 2013      | Squidbillies                      | Judge Jammer (voce)                  | Episodul: "Stop. Jammertime!"                         |
| 2013      | The Crazy Ones                    | Marvin                               | Episodul: "Models Love Magic"                         |
| 2013–2015 | Aqua Teen Hunger Force            | Unbelievable Ron, Chimp Alien (voci) | 3 Episoade                                            |
| 2014      | Super Fun Night                   | Antwan                               | Episodul: "Lil' Big Kim"                              |
| 2014      | Biatches                          | Voci suplimentare                    | Serial de televiziune                                 |
| 2015      | Your Pretty Face Is Going to Hell | Psyklone (voce)                      | Episodul: "Psyklone and the Thin Twins"               |
| 2016–2017 | Legends of Chamberlain Heights    | LaDante (voce)                       | Rol principal                                         |
| 2017      | New Girl                          | Trevlo                               | Episodul: "Operation: Bobcat"                         |
| 2017–2022 | Better Call Saul                  | Huell Babineaux                      | Rol episodic: Sezonul 3, Rol secundar: Sezoanele 4–6  |